# Месьє Ленуар, який...
«Месьє Ленуар, який …» (рос. «Месье Ленуар, который…») — радянський телефільм (телеспектакль) 1983 року за п'єсою  Армана Салакру «Архіпелаг Ленуар».

## Сюжет
Голова фірми і сімейства месьє Поль-Альбер Ленуар зробив ганебний злочин (зґвалтування). Родичі збираються на сімейну раду, щоб захистити насамперед свою честь і гроші. Вони навіть готові вбити старого або, на крайній випадок, змусити його вчинити самогубство, щоб не допустити плям на репутації сім'ї. Але ніхто з них не помічає тихого слугу Жозефа, який вже все вирішив за них…

## У ролях
- Володимир Етуш —  Поль-Альбер Ленуар
- Світлана Немоляєва —  Марі-Терез
- Сергій Юрський —  Адольф
- Алла Казанська —  Ортанс
- Веніамін Смєхов —  Віктор Ленуар
- Алла Будницька —  княгиня Шарлотта
- Валентин Гафт —  князь Бореску
- Раїса Етуш —  Марі-Бланш
- Анатолій Єгоров —  Віконт
- Леонід Каневський —  Жозеф
- Авангард Леонтьєв —  Гійом
- Катерина Мазова —  Ліліан
- Алла Казанська - Ортанс

## Знімальна група
- Автор сценарію і режисер-постановник:  Олександр Орлов
- Оператор-постановник:  Борис Лазарев
- Композитор: Едуард Артем'єв
- Художник-постановник:  Ігор Морозов